# Unterseeboot UC-71
Pour les autres navires du même nom, voir Unterseeboot 71.
L'Unterseeboot UC-71 est un sous-marin (U-Boot) mouilleur de mines allemand de type UC II utilisé par la Kaiserliche Marine pendant la Première Guerre mondiale. Le U-boot a été commandé le 12 janvier 1916 et lancé le 12 août 1916. Il a été mis en service dans la marine impériale allemande le 28 novembre 1916 sous le nom de UC-71. Au cours de 19 patrouilles, l'UC-71 a coulé 63 navires, soit par ses torpilles, soit par les mines qu’il a posées. L'UC-71 coula le 20 février 1919 en mer du Nord alors qu’il était sur le point de se rendre.

## Conception
Sous-marin de type UC II, l'UC-71 avait un déplacement de 415 tonnes en surface et de 498 tonnes en plongée. Il avait une longueur hors tout de 50,52 m, un maître-bau de 5,22 m et un tirant d'eau de 3,71 m. Le sous-marin était propulsé par deux moteurs diesel 6 cylindres à quatre temps produisant chacun 290 à 300 ch (210 à 220 kW), soit un total de 710 à 710 ch (430 à 440 kW), et par deux moteurs électriques produisant 710 ch (471 kW), actionnant deux arbres d'hélice.
Le sous-marin avait une vitesse maximale de 11,6 nœuds (21,5 km/h) en surface et de 7,3 nœuds (13,5 km/h) en immersion. Son autonomie était de de 8716 à 9450 milles marins (17140 à 17500 km) à 7 nœuds (13 km/h) en surface, et de 52 milles marins (96 km) à 4 nœuds (7,4 km/h) en immersion. Il lui fallait 48 secondes pour plonger, et il était capable d’opérer à une profondeur maximale de 50 mètres.
L’UC-71 était équipé de trois tubes lance-torpilles de 500 mm, un à l’arrière et deux à l’avant, avec sept torpilles, et d’un canon de pont de 8,8 cm SK L/30. Mais son arme principale était ses six puits de mine de 1000 mm portant dix-huit mines UC 200. Son effectif était de vingt-six membres d’équipage.

## Affectations
- Flottilles des Flandres / Flandern II : du 3 mars 1917 au 13 octobre 1918
- I. Flottille : du 13 octobre au 11 novembre 1918

## Commandants
- Oberleutnant zur See Hans Valentiner : du 28 novembre 1916 au 25 avril 1917
- Oblt.z.S. Hugo Thielmann : du 26 avril au 9 juin 1917
- Oblt.z.S. Reinhold Saltzwedel : du 10 juin au 13 septembre 1917
- Oblt.z.S. Ernst Steindorff : du 14 septembre 1917 au 28 janvier 1918
- Oblt.z.S. Walter Warzecha : du 29 janvier au 13 août 1918
- Oblt.z.S. Eberhard Schmidt : du 14 août au 11 novembre 1918

## Navires coulés
| Date              | Nom                   | Nationalité      | Tonnage | Destin    |
| ----------------- | --------------------- | ---------------- | ------- | --------- |
| 30 mars 1917      | Edernian              | United Kingdom   | 3588    | Endommagé |
| 30 mars 1917      | Saint Louis III       | France           | 97      | Coulé     |
| 30 mars 1917      | Sarcelle              | France           | 49      | Coulé     |
| 31 mars 1917      | Primrose              | United Kingdom   | 113     | Coulé     |
| 3 avril 1917      | Ellen James           | United Kingdom   | 165     | Coulé     |
| 4 avril 1917      | Pensiero              | Royaume d'Italie | 2632    | Coulé     |
| 5 avril 1917      | Gower Coast           | United Kingdom   | 804     | Coulé     |
| 5 avril 1917      | San Fulgencio         | Espagne          | 1558    | Coulé     |
| 7 avril 1917      | Caminha               | Portugal         | 2763    | Coulé     |
| 9 avril 1917      | Themistoclis          | Grèce            | 1895    | Coulé     |
| 9 avril 1917      | Valhall               | Norvège          | 750     | Coulé     |
| 10 avril 1917     | Ranvik                | Norvège          | 5848    | Coulé     |
| 12 avril 1917     | Edelweiss             | France           | 192     | Coulé     |
| 18 avril 1917     | Heim                  | Norvège          | 1669    | Coulé     |
| 23 avril 1917     | Cenobic               | Belgique         | 16      | Coulé     |
| 2 mai 1917        | Westland              | Pays-Bas         | 108     | Coulé     |
| 5 mai 1917        | Simon                 | Pays-Bas         | 150     | Coulé     |
| 15 mai 1917       | Boreas                | Pays-Bas         | 192     | Coulé     |
| 16 mai 1917       | Hendrika Johana       | Pays-Bas         | 134     | Coulé     |
| 17 mai 1917       | Jakoba                | Pays-Bas         | 107     | Coulé     |
| 17 mai 1917       | Mercurius             | Pays-Bas         | 80      | Coulé     |
| 18 mai 1917       | Annetta               | Pays-Bas         | 177     | Coulé     |
| 14 juin 1917      | Wega                  | United Kingdom   | 839     | Coulé     |
| 15 juin 1917      | Wapello               | United Kingdom   | 5576    | Coulé     |
| 26 juin 1917      | Normandy              | France           | 543     | Endommagé |
| 28 juin 1917      | Marne                 | France           | 4019    | Coulé     |
| 29 juin 1917      | Driskos               | Grèce            | 2833    | Coulé     |
| 3 juillet 1917    | Orleans               | United States    | 2853    | Coulé     |
| 4 juillet 1917    | Snetoppen             | Norvège          | 2349    | Coulé     |
| 6 juillet 1917    | Løvstakken            | Norvège          | 3105    | Coulé     |
| 6 juillet 1917    | Victoria 2            | Norvège          | 2798    | Coulé     |
| 8 juillet 1917    | Vendee                | United Kingdom   | 1295    | Coulé     |
| 3 août 1917       | Aube                  | United Kingdom   | 1837    | Coulé     |
| 4 août 1917       | Afrique               | France           | 2457    | Endommagé |
| 4 août 1917       | Cairnstrath           | United Kingdom   | 2128    | Coulé     |
| 7 août 1917       | Port Curtis           | United Kingdom   | 4710    | Coulé     |
| 8 août 1917       | HMS Dunraven          | Royal Navy       | 3117    | Coulé     |
| 6 septembre 1917  | Elisabethville        | Belgique         | 7017    | Coulé     |
| 7 septembre 1917  | Mont de Piété         | France           | 38      | Coulé     |
| 7 septembre 1917  | Kleber                | France           | 277     | Endommagé |
| 8 septembre 1917  | Setubal               | Norvège          | 1201    | Coulé     |
| 9 septembre 1917  | HMS Myosotis          | Royal Navy       | 1250    | Endommagé |
| 10 septembre 1917 | Vikholmen             | Norvège          | 494     | Coulé     |
| 22 septembre 1917 | Matti                 | Norvège          | 2139    | Endommagé |
| 22 septembre 1917 | Trongate              | United Kingdom   | 2553    | Coulé     |
| 23 septembre 1917 | Hornsund              | United Kingdom   | 3646    | Coulé     |
| 24 septembre 1917 | Leka                  | Norvège          | 1,845   | Coulé     |
| 31 octobre 1917   | Estrellano            | United Kingdom   | 1161    | Coulé     |
| 5 novembre 1917   | USS Alcedo            | US Navy          | 983     | Coulé     |
| 16 novembre 1917  | Naalso                | France           | 135     | Coulé     |
| 6 décembre 1917   | HMT Apley             | Royal Navy       | 222     | Coulé     |
| 6 décembre 1917   | Wyndhurst             | United Kingdom   | 570     | Coulé     |
| 6 décembre 1917   | Braeside              | United Kingdom   | 569     | Coulé     |
| 24 décembre 1917  | Luciston              | United Kingdom   | 2877    | Coulé     |
| 25 décembre 1917  | Espagne               | Belgique         | 1463    | Coulé     |
| 25 décembre 1917  | Hyacinthus            | United Kingdom   | 5756    | Endommagé |
| 27 décembre 1917  | P. L. M. 4            | France           | 2640    | Coulé     |
| 28 décembre 1917  | Fallodon              | United Kingdom   | 3012    | Coulé     |
| 28 décembre 1917  | HMD Piscatorial II    | Royal Navy       | 93      | Coulé     |
| 29 décembre 1917  | HMT Sapper            | Royal Navy       | 276     | Coulé     |
| 18 janvier 1918   | HMT Gambri            | Royal Navy       | 274     | Coulé     |
| 20 janvier 1918   | Harmonides            | United Kingdom   | 3521    | Endommagé |
| 23 janvier 1918   | Aalesund              | Norvège          | 414     | Coulé     |
| 14 février 1918   | Atlas                 | United Kingdom   | 3090    | Coulé     |
| 19 février 1918   | Athenic               | United Kingdom   | 4078    | Endommagé |
| 19 février 1918   | Commonwealth          | United Kingdom   | 3353    | Coulé     |
| 8 mars 1918       | Saba                  | United Kingdom   | 4257    | Endommagé |
| 12 mars 1918      | Clarissa Radcliffe    | United Kingdom   | 5754    | Endommagé |
| 12 mars 1918      | Savan                 | United Kingdom   | 4264    | Endommagé |
| 13 mars 1918      | Londonier             | Belgique         | 1870    | Coulé     |
| 14 mars 1918      | HMT Agate             | Royal Navy       | 248     | Coulé     |
| 14 mars 1918      | Comrie Castle         | United Kingdom   | 5173    | Endommagé |
| 7 avril 1918      | Highland Brigade      | United Kingdom   | 5669    | Coulé     |
| 12 avril 1918     | Luis                  | United Kingdom   | 4284    | Coulé     |
| 10 mai 1918       | Amplegarth            | United Kingdom   | 3707    | Coulé     |
| 15 mai 1918       | Pennyworth            | United Kingdom   | 5388    | Endommagé |
| 20 mai 1918       | Manchester Importer   | United Kingdom   | 4028    | Endommagé |
| 26 juin 1918      | Raranga               | United Kingdom   | 10040   | Endommagé |
| 31 juillet 1918   | HMD City of Liverpool | Royal Navy       | 88      | Coulé     |
| 4 août 1918       | Waipara               | United Kingdom   | 6994    | Endommagé |
| 5 août 1918       | Polescar              | United Kingdom   | 5832    | Endommagé |